# 74
Cette page concerne l'année 74  du calendrier julien. Pour l'année 74 av. J.-C., voir 74 av. J.-C. Pour le nombre 74, voir 74 (nombre).
L'année 74 est une année commune qui commence un samedi.

## Événements
- Le légat de Germanie supérieure Cneius Pinarius Cornelius ouvre une route directe entre Argentorate et la Rhétie à travers la Forêt-Noire[1].

- Les généraux chinois Dou Gu (Teou Kou) et Geng Bing (Keng Ping) soumettent l’oasis de Tourfan[2].